# Cráter complejo

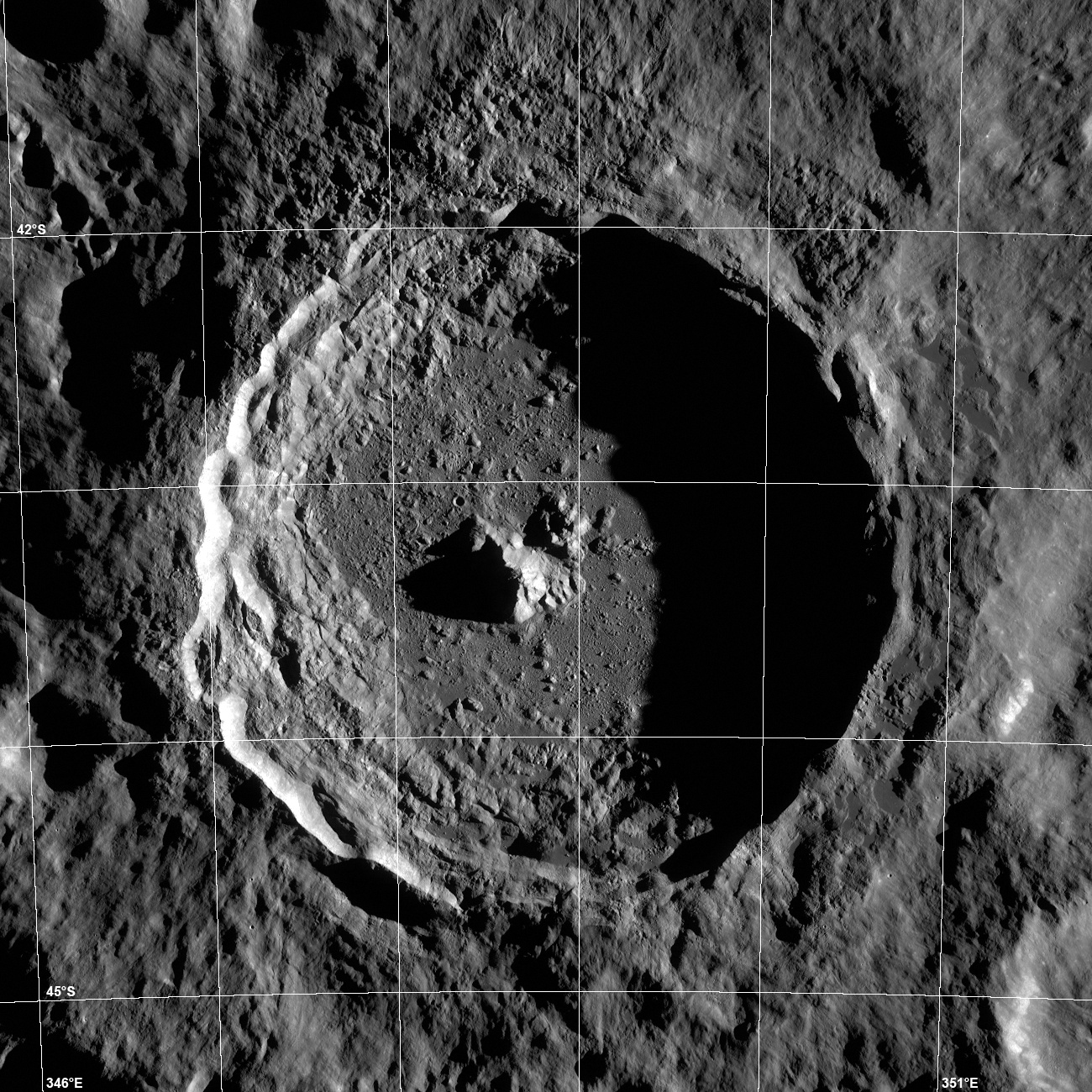
Cráter complejo Tycho, situado en la Luna. Se puede apreciar en el centro del cráter la elevación central.

Se denomina cráter complejo a los cráteres de impacto que poseen una elevación central. También suelen presentar sistemas de fallas y anillos concéntricos. La profundidad del cráter suele ser menor que la de los cráteres simples y su diámetro mayor. Las condiciones que se han de dar para la formación de un cráter complejo dependen de la gravedad y de las características de la zona de impacto: si la gravedad es menor, se necesita un asteroide de mayor diámetro para que se forme un cráter complejo; lo mismo sucede si el terreno donde se produce el impacto es más resistente.
A partir de un determinado tamaño de umbral, que varía con la gravedad planetaria, el colapso y la modificación de la cavidad transitoria son mucho más extensos, y la estructura resultante se denomina cráter complejo. El colapso de la cavidad transitoria está impulsado por la gravedad, e implica tanto el levantamiento de la región central como el colapso hacia el interior del borde. El levantamiento central no es el resultado de un rebote elástico, que es un proceso en el que un material con fuerza elástica intenta volver a su geometría original, sino que el levantamiento es un proceso en el que un material con poca o ninguna fuerza intenta volver a un estado de equilibrio gravitatorio.
Los cráteres complejos tienen centros levantados, y suelen tener suelos de cráter planos y poco profundos, y paredes aterrazadas. En los tamaños más grandes, pueden aparecer uno o más anillos exteriores o interiores, y la estructura puede ser etiquetada como una cuenca de impacto en lugar de un cráter de impacto. La morfología de los cráteres complejos en los planetas rocosos parece seguir una secuencia regular con el aumento de tamaño: los cráteres complejos pequeños con un pico topográfico central se denominan cráteres de pico central, por ejemplo Tycho; los cráteres de tamaño intermedio, en los que el pico central se sustituye por un anillo de picos, se denominan cráteres de anillo de pico, por ejemplo Schrödinger; y los cráteres más grandes contienen múltiples anillos topográficos concéntricos, y se denominan cuencas de anillos múltiples, por ejemplo Orientale. En los cuerpos helados, a diferencia de los rocosos, aparecen otras formas morfológicas que pueden tener fosas centrales en lugar de picos centrales, y en los tamaños más grandes pueden contener muchos anillos concéntricos (Valhalla en Calisto es el ejemplo tipo de este último).
Los cráteres complejos se clasifican en dos grupos: cráteres de pico central y cráteres de anillo de pico. Los cráteres con anillo de cresta tienen diámetros más grandes que los cráteres con cresta central y tienen un anillo de macizos elevados que son aproximadamente la mitad del diámetro de borde a borde, en lugar de una cresta central.